# Tejerina
Tejerina es una localidad española perteneciente al municipio de Prioro, en la provincia de León, comunidad autónoma de Castilla y León. Se encuentra dentro del parque regional Montaña de Riaño y Mampodre.

## El Pueblo
Tejerina (Texerina en leonés) es un pueblo de la montaña oriental leonesa que ostenta la categoría de Villa. Se encuentra anclada literalmente en la montaña, pues el terreno comunal es una hoya circular cerrada por la cordillera caliza de La Peña formada por el pico de Las Palabras, —el más alto con sus 1808 m—, Pandurriondo, Piedralagua y de la Teja. Es la más norteña de toda la Cuenca del Cea y junto con Prioro, forman el Ayuntamiento de este mismo nombre. Su abrupta geografía provoca que el pueblo se encuentre en una constante pendiente, con calles estrechas y empinadas y casas que se superponen unas encima de otras. Además, uno de los principales atractivos del pueblo es su gran cantidad de agua, puesto que está atravesado de arriba abajo por regueros y numerosas fuentes.
La villa y sus alrededores son uno de los destinos preferidos por senderistas y montañeros, que llegan atraídos por las rutas y por las subidas a los picos mencionados anteriormente. Desde sus cumbres pueden observarse una de las mejores vistas panorámicas de todo el valle de Riaño y del parque nacional Picos de Europa.
Uno de los senderos principales que atraviesa Tejerina es el GR1, que en España une Ampurias (Gerona) con Finisterre (La Coruña). Este camino une Prioro y Tejerina por medio del Corral de los Lobos. En este recorrido se pueden encontrar formaciones geológicas  como la Peña Horacada o el Gorgolón. En este último encontramos un antiguo molino recién restaurado que precede a una enorme cascada.
La villa de Tejerina está dividida en dos barrios. Como en muchos otros pueblos, estos son el barrio de "arriba" y el de "abajo". En este caso, las empinadas cuestas y angostas calles del pueblo permiten distinguir con claridad cada uno de estos dos barrios. Entre los dos barrios encontramos la plaza de "El Medio Lugar", donde se localiza la iglesia y la casa del Concejo con el bar y la biblioteca, una de las más completas de la montaña leonesa. 
El pueblo conserva intactas las construcciones tradicionales de la Cordillera Cantábrica, con casas construidas en piedra y, muchas de ellas edificadas directamente encima de las peñas y piedras. Incluso, una de las casas del pueblo destaca por haberse convertido en un museo etnográfico visible si paseas por sus calles.

## Historia de Tejerina
Tejerina es un pueblo antiguo de origen celta. Se dice que, en la Edad Antigua, los habitantes celtas realizaban sus sacrificios paganos en el paraje de la cascada de "El Gorgolón" cuando la luz de la luna llena atravesaba la Peña Horacada y se reflejaba en un determinado punto conocido como pozo de los sacrificios.
Si nos basamos en documentos, hacia el año 1.060, un documento del Monasterio de Sahagún (n.º 614, publicado por Marta Herrero) menciona el pueblo como "Texarina" y, además, se citan diversos parajes de la zona que se han ido conservando en el tiempo, lo cual hace entender que la fundación del pueblo es bastante anterior a esa fecha. Este documento recoge el siguiente texto: 
"el Presbítero Justo dona al monasterio de Sahagún y a su Abad Tirso la quinta parte de la heredad recibida de sus mayores en el lugar de "Texarina"… En Pando de Salio una tierra junto a la de Vermudo, otra en Salcereto (probablemente lo que hoy se conoce como Salgueredo), otra en San Pedro, otra en Hisleroso, otra en La Foz, otra en la Braña y otra en Riazo; además un prado en La Serna y otro en La Foz. Y a todo esto añade dos yugos de vacas, un caballo, cuatro ovejas y todos los utensilios".
Por otra parte, el Museo Diocesano de León posee una pila bautismal del Siglo XII procedente de Tejerina. Sin embargo, tanto la iglesia como la ermita de Retejerina situada a la vera del antiguo camino a Prioro –y antes conocida como Nuestra Señora del Río– son del siglo XVII.
Esta villa ha estado históricamente muy ligada a la Trashumancia, de hecho, aunque en todos los pueblos de la comarca siempre ha habido pastores trashumantes, es posible que en ningún otro en la misma proporción que en Tejerina, donde era muy raro encontrar a alguno, aunque fuera de motril, que no hubiera estado alguna vez con un rebaño de la condesa de Bornos, los marqueses de Perales o el señor de Montenegro, que fueron los últimos: "sus hombres partían hacia el sur en otoño, quedando las mujeres a cargo del pueblo, y no volvían hasta mayo o junio. Su regreso era celebrado con la lógica alegría, como consecuencia de la cual los hijos e hijas de Tejerina han nacido entre marzo y abril en alta proporción…"
Es también famoso por su contribución en sacerdotes, religiosos y religiosas y si lo miramos desde el punto de vista de la proporción por habitante, hasta pudiera batir un récord nacional, pues en 1.965 podían contabilizarse un total de 65, procedentes del pueblo, lo que comparado con los 300 habitantes que permanecían en él supone un 21% de la población.
Las fiestas patronales son San Pedro, el 29 de junio y la Romería de la Virgen de Retejerina, que se celebra el sábado siguiente al día de San Roque (16 de agosto). En esta romería, el pueblo lleva a la virgen hasta la ermita del pueblo y celebra una comida en los praos contiguos a ella.

## Monumento al pastor trashumante
La unión histórica entre el pueblo de Tejerina y la Trashumancia (el pueblo es considerado la cuna de la Trashumancia) se conmemora mediante la llamada "Fuente del Pastor" o "Monumento al pastor trashumante". Este monumento es uno de los principales atractivos del pueblo. Consta de una preciosa fuente en la cima del pueblo en la que el reguero pasa protegido por estatuas de los distintos protagonistas de la Trashumancia (pastor, oveja merina y mastín). Estas estatuas fueron hechas por un vecino del pueblo para rendir homenaje a todas aquellas personas que participaron en la trashumancia.
La estatua principal, la del pastor, tiene escrito un bonito texto que dice: "Mi cuna es de pastores y mi pueblo es Tejerina, y estos son mis dos amores: el mastín y la merina".

## Reunión de Mozos de Tejerina
Una de las principales características de la gente de la villa de Tejerina es su afán por mantener las tradiciones del pueblo. Una de las más importantes es la Reunión de Mozos de Tejerina, la cual tiene una antigüedad de varios siglos, lo que la hace muy especial y única en la zona. Esta Reunión de Mozos es una agrupación asamblearia de jóvenes del pueblo que mantienen viva una de las tradiciones más importantes de la villa y de la zona: La Ronda. Esta práctica ha ido desapareciendo poco a poco de toda la montaña leonesa, a excepción del pueblo de Tejerina, la cual la conserva gracias a este grupo de jóvenes.
En el período comprendido entre el 24 de junio (San Juan) y el 5 de octubre (San Froilán), todos los sábados y vísperas de fiesta, a las 23 horas, los mozos salen a echar la Ronda por las calles del pueblo, cantando canciones de la montaña al ritmo del tambor. Es uno de los espectáculos más bonitos que se pueden ver en la montaña de Riaño, puesto que es una tradición casi extinta.
Además, la Reunión de Mozos mantiene vivas otras tradiciones como son la conocida como "Parva", que se celebra el día 30 de junio (San Pedrín) y que consiste en ir por las casas del pueblo cantando, comiendo y bebiendo; o "Los Fieles", que tienen lugar el día de Todos los Santos y en el que se va casa por casa rezando por las almas de los difuntos.
Los mozos del pueblo también ser han encargado tradicionalmente de llevar a cabo la verbena el día de la fiesta del pueblo (Retejerina), que destaca por su gran concurso de disfraces y al que acude gente venida de los pueblos de la zona. 

## Alrededores
El nombre del pueblo proviene de la abundancia de tejos que poseía la zona antes de su construcción. Actualmente cada casa cuenta con un ejemplar de este árbol como conmemoración a las raíces del pueblo.
El pueblo de Tejerina forma parte del valle del alto Cea y está delimitado por los pueblos de Remolina, Horcadas, Carande, Prioro, La Red de Valdetuéjar, Salio (antes de que fuera destruido por la construcción del embalse de Riaño) y el antiguo Mental, hoy un caserío de cuidado de ganado, perteneciente a Prioro.
Apenas un kilómetro antes de llegar al pueblo se encuentra la ermita de Retejerina, del Siglo XVII. Es una pequeña iglesia de una sola nave donde se celebra todos los años, la fiesta en homenaje a la Virgen de Retejerina, patrona del pueblo. La tradición dice que es el resto de un antiguo monasterio. La ermita de Retejerina tiene una adoración entre todos los habitantes de este pequeño pueblo, ya que consideran que siempre ha respondido a sus ruegos y plegarias.
La entrada del pueblo está presidida por una imponente cascada, conocida como "El Gorgolón", la cual tiene su caída al lado de un antiguo molino que ha sido restaurado y que proporciona al paraje una vista impresionante. El sendero de acceso a la cascada está pendiente de restauración, aunque es posible acceder hasta la caída de agua.
Una vez dentro del pueblo, encontramos en primer lugar el monumento a las "lavanderas", que rinde homenaje a todas las mujeres del pueblo que pasaron muchos años de su vida limpiando ropa a mano en el río. Más arriba, encontramos hacía mitad de la localidad la iglesia parroquial en honor a San Pedro, es del siglo XVII, de estilo renacentista, posee una nave con tres arcos fajones y crucero con bóveda nervada de crucería. En su interior podemos observar, un retablo renacentista de marquetería de madera, con una imagen de san Pedro y varias imágenes que la acompañan realizadas en escayola. Es importante también el Pendón de la iglesia con abundancia de tonalidades, así como la pila bautismal del siglo XVIII, que en la actualidad se encuentra en el Museo Diocesano de León.
Desde hace unos años, Tejerina cuenta con una casa rural de propiedad privada, alquilada por la gente para conocer más acerca de la cultura del pueblo y de sus paisajes. Además, posee un teleclub que hace las veces de bar del pueblo.
Este pequeño pueblo consta de un entorno con paisajes muy visitados como son el pico de las Palabras (conocido erróneamente en la topografía oficial como pico Loto) o el pico Piedralagua desde donde se tiene una de las mejores vistas panorámicas del valle de Riaño y el parque nacional Picos de Europa.

## Documentos históricos
Los primeros datos acerca de la villa de Tejerina, datan del siglo XI. La mayor parte de estos datos, son escrituras de compraventa o de arriendos o donaciones.
El primer documento acerca de la villa, pertenece al monasterio de Sahagún, en el cual, un presbítero del pueblo dona al monasterio de Sahagún, una parte de la heredad recibida de sus mayores en Tejerina, integrada por siete tierras en otros tantos lugares.
El resto de los documentos en los que la villa de Tejerina es citada, pertenecen en su mayoría al Monasterio de Gradefes; en uno de los documentos, el pueblo, junto con otras posesiones, es dado como dote a Teresa Peláyz, por parte de Gonzalo Alonso, un señor feudal.

## Flora y fauna
La fauna del pueblo está constituida por animales salvajes como buitres, zorras, lechuzas, águilas, lobos, jabalíes, corzos, grajos, búhos, rebecos, y también osos pardos cantábricos. De igual manera, dentro del pueblo se puden encontrar diversos animales domésticos (ovejas, cerdos, gallinas, y antiguamente vacas).
La flora es muy variada: Los árboles predominantes son los robles, hayas, acebos, fresnos y matorrales como escobas y piornos. Por otra parte, antiguamente podían encontrarse numerosos tejos que dieron nombre al pueblo, aunque actualmente apenas quedan ejemplares. A pesar de este hecho, casi todas las casas cuentan en su jardín con un ejemplar de tejo.

## Pozo Airón o L'Airón
Tejerina tiene un pozo conocido como "Pozo Airón" o "Pozo L'Airón" que se sitúa cerca de la cumbre más alta de la zona, el pico de Las Palabras. Es conocido en el pueblo y en la zona porque antiguamente allí podían encontrarse nieves duraderas que se utilizaban para bajar la fiebre a las personas enfermas. Además, este pozo tiene una leyenda muy conocida por la gente del pueblo y que consta de múltiples versiones. Una de las más extendidas en la villa de Tejerina dice lo siguiente:
“Había en el pueblo de Tejerina dos hermanas que solían ir con las ovejas cerca del pozo L'Airón. Las dos estaban enamoradas del mismo chico, que solo tenía ojos para la hermana más bella. La otra estaba muy celosa y un día, mientras se encontraban en la orilla del pozo, la hermana celosa empujó al fondo del pozo a la más hermosa. Ésta, mientras caía al pozo, gritaba a su hermana:
- María Lindón, María Lindón, los sapos y las culebras te roen el corazón.
Nunca más se volvió a ver a la chica con vida. Tiempo después, la madre encontró el anillo de la chica ahogada, el cual apareció en la fuente del Navidiello, un lugar alejado del pozo, en la base de la montaña, pero que constituye la salida del mismo.”

## Obras Literarias relacionadas
Varios autores han hecho referencia al pueblo leonés en sus obras, e incluso se han basado exclusivamente en él.
- Fidel Villarroel: "Ensayo de un vocabulario tejerinense", en la Revista de Dialectología y Tradiciones Populares 31.1 (Jan 1, 1975) , donde realiza una compilación de términos provenientes del astur-leonés, así como variantes exclusivas de Tejerina.

- David Fernández Villarroel: Autor de numerosos libros de texto en el área de la Lengua y Literatura Castellanas, y de varias ediciones de libros como el Lazarillo de Tormes, el Planeta del Tesoro y Antología de Lecturas; destaca, sin embargo, en relación con Tejerina, por sus novelas "Ver Nevar" y "Años de guardar", cuyos paisajes ficcionales nos remiten a las montañas de León y al pueblo de Tejerina.
- Daniel Fernández Rodríguez: Autor de diversos libros, entre los que destaca "Las cosas en su sitio", premio Premio de Poesía Joven Antonio Colina y que cuenta con algunos poemas referidos a su pueblo, Tejerina.
- Joaquín Serrano y Simona Fernández: "Romances vivos en la montaña leonesa". El libro narra el viaje de un grupo de pastores, en su mayoría de Tejerina, desde la Montaña Palentina hasta La Mancha.